# دورة الألعاب العربية 1957
في مدينة بيروت الجميلة انطلقت منافسات الدورة الرياضية العربية الثانية في موعدها المقرر في 12 تشرين الأول أكتوبر من عام 1957 واستمرت حتى الثامن عشر منه... ! اشترك في الدورة (914) رياضيا من الذكور فقط... حيث انضم رياضيو تونس والمغرب والسعودية والجزائر إلى أشقائهم من لبنان والأردن والعراق وسوريا وليبيا والكويت الذين تواجدوا في الدورة الأولى... فيما تغيبت مصر والسودان وفلسطين ! شاركت الجزائر بوفد رمزي نظراً لأنها لم تكن قد نالت استقلالها بعد ! احتدمت المنافسة بين رياضيي لبنان وتونس والعراق لنيل المراكز المتقدمة في الدورة...والتي حسمها البلد المستضيف لصالحه في نهاية المطاف... ! كما شهدت فعاليات الدورة إضافة ألعاب الفروسية والدراجات والتجديف والكرة الطائرة ليرتفع عدد ألعاب الدورة إلى (14) لعبة !

## الدول المشاركة
| - لبنان - سوريا - العراق - الأردن | - ليبيا - الكويت - السعودية - المغرب | - تونس - الجزائر |

## الألعاب المشاركة
| - ألعاب القوى - كرة السلة - كرة القدم - رفع الأثقال - السباحة | - الرماية - الجمباز - المصارعة - الملاكمة - المبارزة | - الكرة الطائرة - الفروسية - التجديف - الدراجات |

## ألعاب أخرى في الدورة

### الرماية
- البندقية الحرة من وضع الانبطاح
  - 1- سالم سليم (لبنان) (575) نقطة –ذهبية
  - 2- إبراهيم نجار (الأردن) (560) نقطة –فضية
  - 3- سامي اللاذقي (550) نقطة –برونزية
- الرماية بالمسدس
  - 1- عبد الستار طرابلسي (لبنان) (497) نقطة –ذهبية
  - 2- سالم سليم (لبنان) (493) نقطة –فضية
  - 3- أكرم عكار (سوريا) (316) نقطة –برونزية

### الجمباز

#### توزيع الأوسمة
| الترتيب | منتخب  | ذهبية | فضية | برونزية | المجموع |
| ------- | ------ | ----- | ---- | ------- | ------- |
| 1       | سوريا  | 6     | 1    | 4       | 11      |
| 5       | تونس   | 3     | 1    | 4       | 8       |
| 3       | المغرب | 2     | 6    | -       | 8       |

### الدراجات

#### النتائج
| الحدث  | الذهبية              | الذهبية | الفضية              | الفضية  | البرونزية            | البرونزية |
| ------ | -------------------- | ------- | ------------------- | ------- | -------------------- | --------- |
| الفرقي | تونس                 |         | لبنان               |         | المغرب               |           |
| الفردي | بشير المرداسي (تونس) | 3.27.5  | محمد بن عبده (تونس) | 3.37.55 | مرأديان غارو (لبنان) | 3.37.58   |

### المبارزة

#### النتائج
| الحدث            | الذهبية             | الفضية                | البرونزية            |
| ---------------- | ------------------- | --------------------- | -------------------- |
| سلاح الشيش       | يوسف اسحاق (لبنان)  | حسن السيد (لبنان)     | ميشيل مسبقري (لبنان) |
| السيف            | نوربار برامي (تونس) | إبراهيم عصمان (لبنان) | حسن السيد (لبنان)    |
| سيف المبارزة     | يوسف اسحاق (لبنان)  | محمد رمضان (لبنان)    | علي إبراهيم (لبنان)  |
| سلاح الشيش (فرق) | لبنان               | الأردن                |                      |

### كرة الماء
- 1-|  لبنان –ذهبية
- 2-|  المغرب -فضية

## جدول الأوسمة
| ت | البلد    | ذهبية | فضية | برونزية | المجموع |
| - | -------- | ----- | ---- | ------- | ------- |
| 1 | لبنان    | 33    | 37   | 20      | 90      |
| 2 | تونس     | 25    | 10   | 21      | 56      |
| 3 | العراق   | 15    | 13   | 17      | 45      |
| 4 | المغرب   | 10    | 10   | 7       | 27      |
| 5 | سوريا    | 8     | 13   | 11      | 32      |
| 6 | الأردن   | 3     | 4    | 3       | 10      |
| 7 | ليبيا    | 0     | 0    | 0       | 0       |
| 7 | الكويت   | 0     | 0    | 0       | 0       |
| 7 | السعودية | 0     | 0    | 0       | 0       |
| 7 | الجزائر  | 0     | 0    | 0       | 0       |